# Carlstadt (New Jersey)
Pour les articles homonymes, voir Carlstadt.
Carlstadt est une ville américaine ayant le statut de borough située dans le comté de Bergen dans l’État du New Jersey. En 2010, sa population était de 6 127 habitants.

## Source de la traduction
- (en) Cet article est partiellement ou en totalité issu de l’article de Wikipédia en anglais intitulé « Carlstadt, New Jersey » (voir la liste des auteurs).